# Châteauneuf-du-Faou
Châteauneuf-du-Faou is een gemeente in het Franse departement Finistère, in de regio Bretagne. De plaats maakt deel uit van het arrondissement Châteaulin. Châteauneuf-du-Faou telde op 1 januari 2022 3.646 inwoners.

## Geografie
De oppervlakte van Châteauneuf-du-Faou bedroeg op 1 januari 2022 42,58 vierkante kilometer; de bevolkingsdichtheid was toen 85,6 inwoners per km².

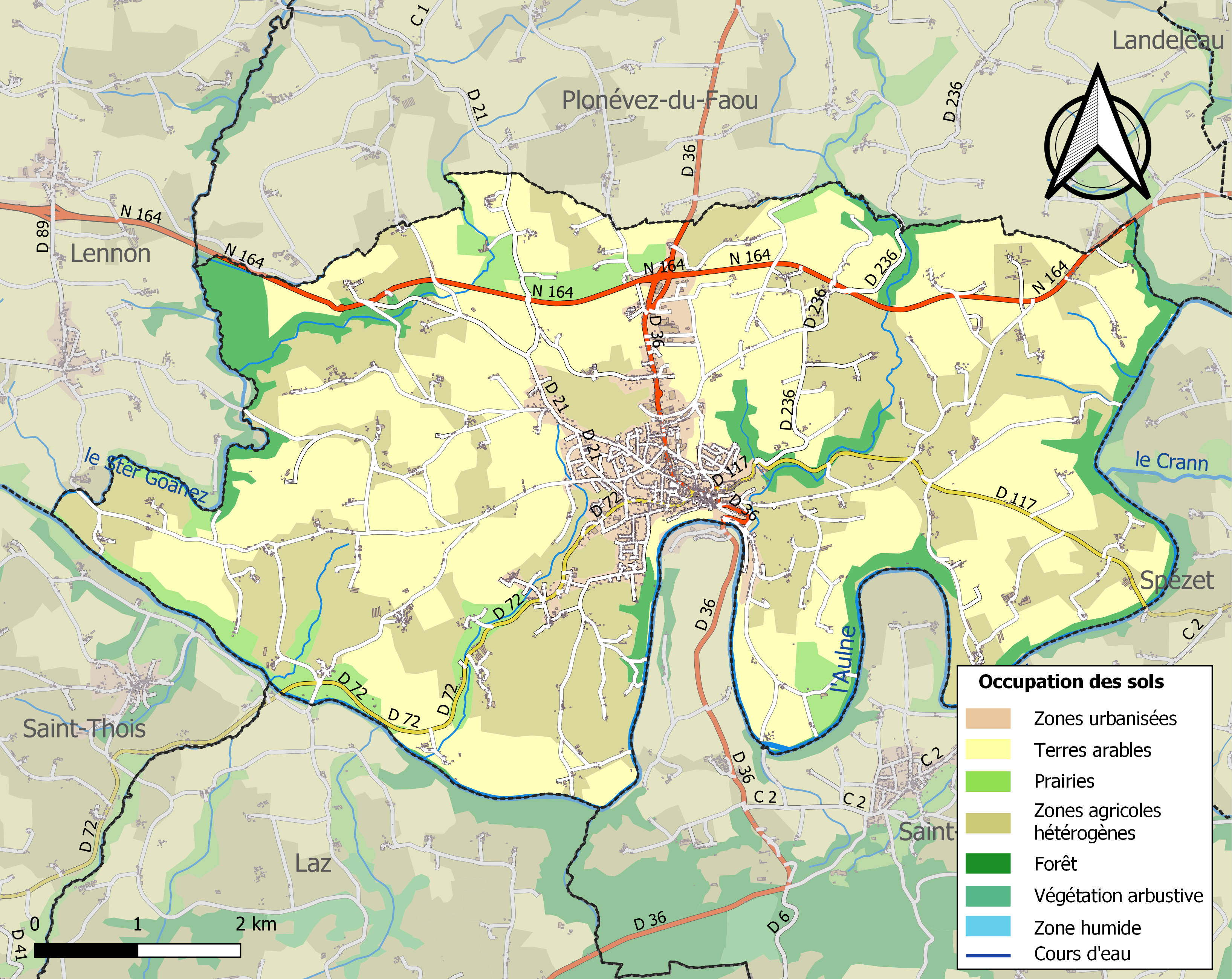
Kaart van de gemeente met belangrijkste infrastructuur, bodemgebruik en omliggende gemeenten

## Demografie
Onderstaande figuur toont het verloop van het inwonertal (bron: INSEE-tellingen).